# Gwyn Thomas (básník)
Gwyn Thomas (2. září 1936 – 13. dubna 2016) byl velšský básník.

## Život
Narodil se v severovelšské vesnici Tanygrisiau ve Gwyneddu. Studoval na Bangorské univerzitě a následně na oxfordské Jesus College. Na Bangorské univerzitě později působil také jako pedagog. Vydal řadu básnických sbírek, první z nich dostala název Chwerwder yn y Ffynhonnau a vyšla roku 1962, zatímco poslední (Hen Englynion – Diweddariadauwas) vyšla roku 2015. Roku 2006 vydal vlastní autobiografickou knihu s názvem Bywyd Bach. Psal ve velšském jazyce. Mimo jiné přeložil Mabinogion do angličtiny. Roku 1981 se podílel na filmu O'r Ddaear Hen. Vedle poezie napsal například také knihu pro děti s názvem Culhwch ac Olwen.